# Gerben Bouwman
Gerben Lucas Bouwman, ook Gerben Lukas Bouwman (Sondel, 3 september 1809 - Wijckel, 6 april 1878) was een Nederlands Kapitein.

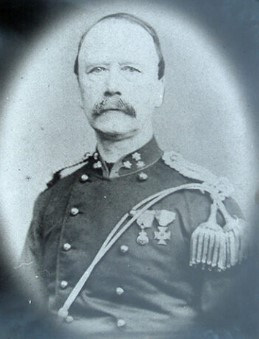
Gerben Bouwman

## Levensloop
Bouwman werd geboren op 3 september 1809 in het oude schoolmeestershuis te Sondel. Hij werd op 10 september van dat jaar hervormd gedoopt te Sondel. Zijn moeder overleed toen Bouwman 16 jaar was. Ten tijde van de Belgische Revolutie zat hij bij het gemobiliseerde leger. In 1834 was hij foerier, in 1836 opperwachtmeester, in 1842 adjudant onderofficier, in 1851 2e luitenant en in 1864 kapitein plaatselijke adjudant der 1e klasse. In 1844 heeft hij de St. Annaorde den 5e klasse van Rusland uitgereikt gekregen. Op 29 oktober 1870 ging hij met pensioen. Eind 1871 gaat hij bij zijn jongere broer, Marcus Lucas, in Sondel wonen. Gerben Bouwman overlijdt om 17:00 op 6 april 1878 te Wijckel. Hij is nooit gehuwd en stierf kinderloos.

## Familie
Haye Marcus Rodenburg, de oom van Bouwman zat in het leger van Napoleon, namelijk in de 9e regiment artillerie te voet. Bouwman zijn Joodse betovergrootvader Marcus Levi is overleden tijdens de Oostenrijkse Successieoorlog als ‘soldaat te velde’ in 1747.